# جون هال (رجل أعمال)
جون هال (بالإنجليزية: John Hall)‏ هو شخصية أعمال بريطاني، ولد في 21 مارس 1933 في أشينغتون ‏ في المملكة المتحدة.